# Bristol Freighter
Il Bristol Freighter fu un aereo da trasporto bimotore, monoplano ad ala alta, sviluppato dall'azienda aeronautica britannica Bristol Aeroplane Company negli anni quaranta.
Caratterizzato principalmente dalla presenza di un ampio portellone da carico posizionato all'apice anteriore della fusoliera, ottenne un buon successo commerciale, venendo impiegato sia nell'aviazione civile, da varie compagnie aeree sia cargo che passeggeri nazionali ed estere, che in quella militare, dai primi anni cinquanta fino alla fine degli anni settanta.

## Storia del progetto
Nei primi anni quaranta la Bristol Airplane Company aveva avviato lo sviluppo di un ambizioso progetto destinato al trasporto di linea passeggeri, il Bristol Brabazon, ma la sua complessità suggerì ai vertici dell'azienda di affiancarne uno meno impegnativo, indicato come Type 170. Successivamente, il l'Air Ministry, il ministero statale che nel Regno Unito era deputato all'intera gestione dell'aviazione nazionale, manifestò interesse per il progetto, ritenendo che avrebbe potuto essere utilizzato come un robusto velivolo da trasporto in grado di operare da piste non preparate; di conseguenza l'Air Ministry emise una specifica, indicata come 22/44, che indicava le prestazioni già in grado di essere fornite dal modello in sviluppo a condizione che il progetto fosse modificato in modo che fosse compatibile con il trasporto aereo del camion da 3 tonnellate in dotazione alla British Army durante la Seconda guerra mondiale. Con il termine del conflitto l'Air Ministry emise una nuova specifica, la C.9/45, per la fornitura di un velivolo militare da trasporto pesante in grado di trasportare un carico utile di 3 tonnellate e di operare da aree tropicali, zone che coperte da foreste pluviali necessitavano di piste d'atterraggio corte e non preparate.
Il progetto era relativo a un velivolo di costruzione interamente metallica, bimotore, monoplano ad ala alta, basato sul Bristol Bombay prebellico, utilizzando ali della stessa sezione e rastremazione ma caratterizzate da un bordo d'attacco e un bordo d'uscita dritti con due longheroni al posto dei sette utilizzati nel Bombay. La fusoliera, a sezione quadrata, era libera da ostacoli interni; nel progetto originale questa doveva essere accessibile tramite una botola all'apice anteriore, ma i requisiti del Ministero dell'aeronautica richiedevano una modifica installando nel naso del velivolo dei portelloni a conchiglia. Vennero fatti sforzi considerevoli per massimizzare il volume interno utilizzabile dell'aeromobile al fine di accogliere prontamente il trasporto di carichi voluminosi. La piattaforma di volo era posizionata sopra lo spazio di carico sul naso per non ostruire l'accesso; l'equipaggio sarebbe entrato nella cabina di pilotaggio tramite una scala verticale fissa sul lato del vano di carico. La propulsione doveva essere fornita da una coppia di motori, sviluppo del Bristol Perseus che utilizzava una stella di nove cilindri del 18 cilindri doppia stella Bristol Centaurus, ciascuno in grado di erogare 1 150 hp (860 kW).
All'inizio, era stato previsto che il Cargo avrebbe svolto un ruolo logistico nel teatro bellico del sud-est asiatico, essendo gestito dal British Far East Command. Tuttavia, poiché stava diventando evidente che il conflitto sarebbe finito prima che il modello potesse entrare in servizio, è stata posta un'enfasi crescente sull'adattamento dell'aeromobile per soddisfare le richieste degli operatori civili. Un'analisi dei costi dimostrò che per l'uso civile sarebbe stato più economicamente vantaggioso aumentare il peso complessivo del progetto da 30 000 a 35 000 libbre e adottare come propulsore il più potente motore Bristol Hercules. Venne anche considerato che data la possibilità di entrare nella fascia di mercato per un aereo passeggeri adatto per l'uso da piste non preparate, era da sviluppare una versione priva dei portelloni anteriori e in grado di trasportare fino a 36 passeggeri, indicata come Wayfarer.
Il primo prototipo, terminato nel corso del 1945, venne immatricolato G-AGPV e portato in volo per la prima volta il 2 dicembre di quello stesso anno dalla pista dell'aeroporto aziendale di Filton dal pilota collaudatore Cyril Uwins. Dopo le prime prove di volo Uwins si espresse positivamente, ritenendo che l'aereo fosse generalmente soddisfacente, ma richiese che il piano di coda fosse abbassato e aumentata l'apertura alare in modo da consentire all'aereo di essere assettato per volare "a mani libere" su un'ampia gamma di posizioni del centro di massa.

## Tecnica
Alla fine del 1944 il nuovo aereo era stato ragionevolmente messo a punto, grazie all'impiego di una robusta ala alta multilongherone, quella del Bristol Bombay, bombardiere-trasporto del 1935. Essa era abbinata a piani di coda convenzionali, con un timone munito di un vistoso bordo d'attacco allungato.
La fusoliera era invece di nuovo tipo, rappresentata da una struttura vagamente "a goccia", con una stiva di carico di 9,75 x 2,43 (larghezza) x 2,03 (altezza). Vi era anche un piccolo compartimento posteriore, scollegato rispetto alla stiva da carico. Il volume complessivo era di 66 m³.
L'elemento innovativo per l'epoca era la presenza di un portellone a valva, verticale, che si apriva per scaricare o caricare veicoli leggeri e altri carichi ingombranti. I piloti erano alloggiati sulla sommità della fusoliera, con un'ottima visibilità.
I motori erano due Bristol Hercules sistemati sull'ala. Erano robusti motori radiali, di vecchio tipo ma aggiornati con tecnologie più moderne. Il carrello d'atterraggio, triciclo anteriore,  era fisso perché l'incremento di velocità non avrebbe compensato, nella sua modestia, l'aumento di peso di 181 kg.
Ma nonostante la velocità di sviluppo, il nuovo aereo volò solo il 2 dicembre 1945, quando la guerra era finita, mentre il mercato era invaso dai surplus bellici. Un aereo di questo tipo era assai obsoleto, ma economico.
Per provare a far primeggiare i pregi rispetto ai difetti, un modello venne introdotto anche con allestimento civile: si chiamava Wayfarer e trasportava 36 passeggeri, senza portellone anteriore. Un altro, pure civile, era dotato di un pavimento rinforzato e trasportava fino a 5400 kg di carico.

## Impiego operativo
Subito dopo la fine della guerra, il mondo si preparava a nuovi, rapidi sviluppi. Tra questi, il trasporto via aria di grandi numeri in termini di passeggeri e materiali.
Il secondo prototipo del Bristol Freighter decollò nel 1946, venendo utilizzato subito dalla Channel Islands, che in pochi mesi traghettò tra i lati della Manica 10.000 passeggeri in 358 voli. Un terzo prototipo, un Freighter standard, venne utilizzato anch'esso in maniera operativa, con l'inaugurazione (10 luglio 1948) del trasporto auto-passeggeri tra l'Inghilterra e la Francia. In seguito esso venne anche usato durante il ponte aereo per Berlino, perché la sua rapidità nello scaricare materiali risultò preziosa.
Esso era talmente rapido nelle operazioni che poteva, nel breve tempo concesso a causa della congestione dell'aeroporto, anche caricare eventuali materiali, oltre che scaricare quelli portati: era l'unico a potere fare questa doppia operazione. Così questo apparecchio, dall'aspetto brutto e sgraziato, fu in grado di stabilire alcuni importanti record di efficienza, dimostrando che l'aspetto e la velocità massima, per un aereo da trasporto, non sono effettivamente importanti quanto altre qualità.
Dopo questo esordio molto positivo, l'economico Bristol Freighter cominciò ad operare in una certa quantità attraverso le rotte di tutto il mondo. L'ala fu ingrandita, e i motori vennero portati a standard di maggiore potenza. Così dagli Hercules 630, 1670 cavalli al decollo, di provenienza civile, si passò al -670 da 1690 cv, e poi al -734 da 1980 cv. Il muso venne allungato, e così nacque il Bristol Freighter Type 170 Mk.31, che segnò un colpo importante con l'aeronautica pakistana, che ne ordinò 38 esemplari, consegnati tra il 1953 e il 1955. Altri vennero venduti all'Argentina, al Canada e alla Nuova Zelanda.
La versione Mk.32 era stata sviluppata per la Silver City Airways, ovvero per un vettore civile. Questa macchina era conosciuta anche come Superfreighter e poteva portare ben tre auto, o due auto grandi e 23 passeggeri.
In pochi anni, la Channel Air Bridge e la Channel Island trasportarono (entro il dicembre 1961) oltre 1 milione e mezzo di passeggeri e 600.000 auto. Si trattava di un valore davvero notevole per tali lenti apparecchi. Nel 1962 le due compagnie si fusero e diedero origine alla British United Air Ferries, che disponeva di 24 Freighter, 18 dei quali Mk.32. Una compagnia analoga si formò in Nuova Zelanda negli stessi anni e si chiamava SAFE.
L'ultimo di 214 esemplari venne prodotto nel 1958. A metà degli anni sessanta erano stati compiuti 787.587 atterraggi, più che le ore di volo (750.254), perché le tratte erano brevi.
Al 1963 la fatica delle strutture impose di mettere a terra tutte le versioni precedenti alla Mk.32, e alla metà degli anni '60 ne restavano in linea 147. Nel 1970 erano ridotti a una settantina.
La SAFE neozelandese, che operava sopra lo Stretto di Cook, aveva accumulato con tale aereo 32.000 ore di volo e 51.000 atterraggi, quando finalmente, nel 1986, cessò le operazioni. Il tempo tra le revisioni era stato di 3000 ore, un record per un apparecchio a pistoni: un aeroplano che nella più tipica tradizione inglese era tanto brutto quanto efficiente. Gli ultimi tre esemplari vennero comprati dalla Trans Provincial canadese, e vennero inviati su di una impegnativa tratta sopra l'Oceano Pacifico.
Una volta in Canada, questi aerei, assieme ad un esemplare inglese, hanno cominciato ad operare sulle lunghe distanze tipiche di questo grande e spopolato paese nordamericano. La loro ridotta necessità di manutenzione e la facilità d'impiego si sono dimostrate preziose per tale piccola compagnia, impegnata con voli regolari o a domanda per clienti civili con vari tipi di macchine, anfibie e terrestri, ma sempre di tipo obsoleto. Qui il Freighter ha concluso la sua carriera operativa.
In termini militari, il Freighter era decisamente obsoleto già quando nacque, e d'altra parte mai gli fu chiesto di essere "avanzato" in qualche senso. Tutto quello che significava per questo progetto era essere pratico e semplice. L'aeronautica pakistana ne fece ampio uso in ambienti montani, e nel 1961 ne usò 5 in funzione anti-locuste, equipaggiati con irroratori di insetticidi. Altri 12 erano stati comprati dalla Nuova Zelanda, e alcuni di questi vennero anche prestati alla SAFE.
L'unico problema in termini di efficienza era casomai la mancanza del portellone di carico posteriore: è intuitivo che quello anteriore non poteva essere aperto in volo, e quindi serviva solo per le operazioni di carico e di scarico a terra. Un portello posteriore, invece, consente operazioni di aviolancio, anche di materiali pesanti, mentre lascia al muso la possibilità di alloggiare avionica di una certa importanza.
Gli sviluppi verso questa configurazione "definitiva" di macchine da trasporto tattico cominciavano ad essere disponibili già all'epoca, con i primi C-82A Packet, antesignani dei definitivi C-119 Flying Boxcar. Va detto che essi erano macchine molto più grandi e pesanti, oltre che sofisticate, ma la strada era già tracciata (alcuni aerei, come i grandi C-5 Galaxy hanno addirittura portelli sia anteriori che posteriori, ma si tratta di eccezioni).
In definitiva, questa macchina era piuttosto rudimentale: nessun radar, nessun motore sofisticato o elementi strutturali avanzati. La sua economicità di esercizio era però molto interessante, il portello anteriore era già un vantaggio ma per giunta era anche basso, e quindi facilitava il carico di oggetti pesanti. Anche le superfici di controllo dei flap e dell'apertura del portello erano molto semplici, elettro-idrauliche, mentre l'ala multilongherone era molto robusta e duratura.
Per quel che doveva fare, il Freighter era certamente adeguato, e riuscì tutto sommato a farsi valere nel difficilissimo mercato degli aerei da trasporto postbellici, interamente dominato dai prodotti statunitensi.

## Utilizzatori

### Civili
Arabia Saudita
- Saudi Arabian Airlines

 Argentina
- Administración Nacional de Aviación Civil (ANAC)

 Australia
- Air Express
- Ansett-ANA
- Ansett-MAL
- Australian National Airways
- Brain & Brown Airfreighters
- Jetair Australia
- Trans Australia Airlines

 Belgio
- Belgian Avions Fairey
- SABENA

 Brasile
- Real Transportes Aéreos

 Canada
- Associated Airways
- Central Northern Airways
- Hawkair
- Lambair
- Maritime Central Airways
- North Canada Air
- Norcanair
- Pacific Western Airlines
- Transair
- Trans Canada Airlines
- Trans Provincial Airlines
- Wardair

 Ecuador
- Shell Company of Ecuador

 Irlanda
- Aer Lingus
- Aer Turas

 Francia
- Air Atlas

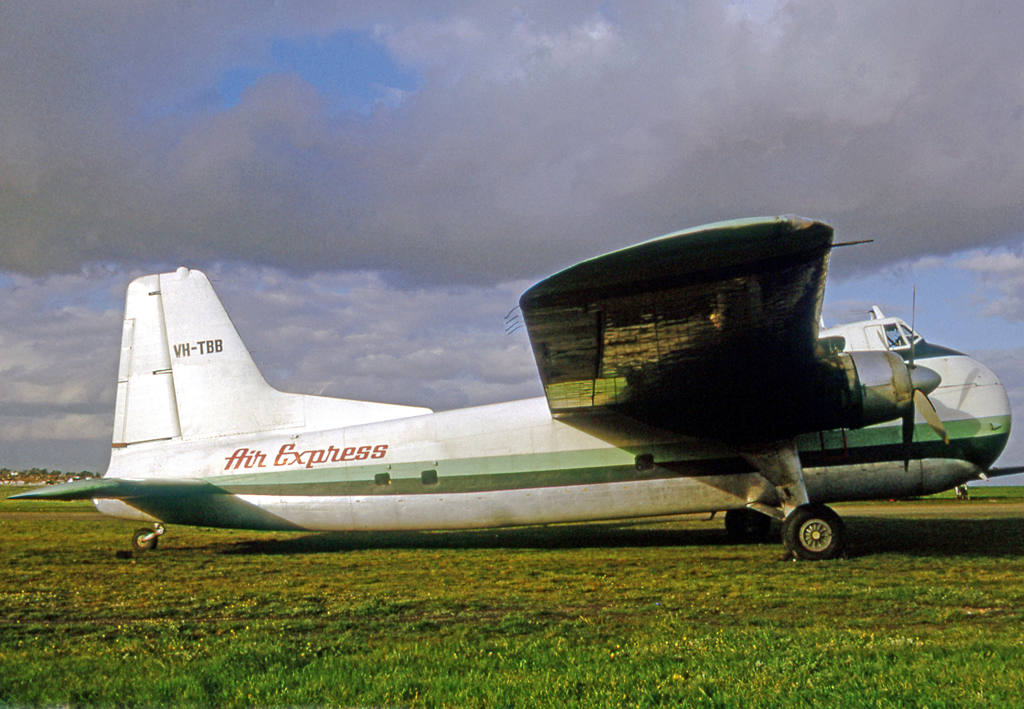
Il Bristol 170 31 marche VH-TBB della compagnia Air Express Australia nel 1970.

- Air Djibouti (operato in Somalia Francese)
- Air Fret
- Air Outremer
- Cie Air Transport
- Cie des Transportes Aériens Intercontinentaux
- Corse Air
- Société Aérienne du Littoral
- Société Indochinoise de Transport Aériens
- Transportes Aériens Reunis

 Germania
- LTU
- Panavia Aircraft

 India
- Bharat Airways
- Dalmia Jain Airways
- Indian National Airways

 Italia
- Società Avio Trasporti Torino

 Laos
- Air Laos

 Libano
- Middle East Airlines

 Nuova Zelanda
- SAFE Air

 Nigeria
- West African Airways Corporation

 Rhodesia
- Central African Airways

due esemplari consegnati nel 1948 e rivenduti 1949.
 Spagna
- Aviaco
- Iberia

 Svezia
- Trafik-Turist-Transportflyg

 Regno Unito
- Air Charter
- Air Ferry
- Air Kruise
- Airwork
- Autair
- Aviation Traders
- BKS Air Transport
- Britavia
- British Air Ferries
- British European Airways
- British United Air Ferries
- Channel Air Bridge
- Channel Airways
- Channel Island Airways
- Dan-Air
- Hunting Aerosurveys
- Instone Airlines
- Manx Airlines 1947-1958
- Midland Air Cargo
- Ministry of Civil Aviation
- Silver City Airways
- Trans European Aviation

 Sudafrica
- Suidair

operò con un Bristol Wayfarer.
 Vietnam
- Air Vietnam

### Militari
Argentina
- Fuerza Aérea Argentina

 Australia
- Royal Australian Air Force

operò con quattro esemplari tra il 1949 ed il 1967, utilizzati in missioni di trasporto a sostegno del Weapons Research Establishment, Woomera, Australia Meridionale.
 Birmania
- Tatmadaw Lei

 Canada
- Royal Canadian Air Force

 Iraq
- Al-Quwwat al-Jawwiyya al-'Iraqiyya

 Nuova Zelanda
- Royal New Zealand Air Force

 Pakistan
- Royal Pakistan Air Force

 Regno Unito
- A&AEE Boscombe Down

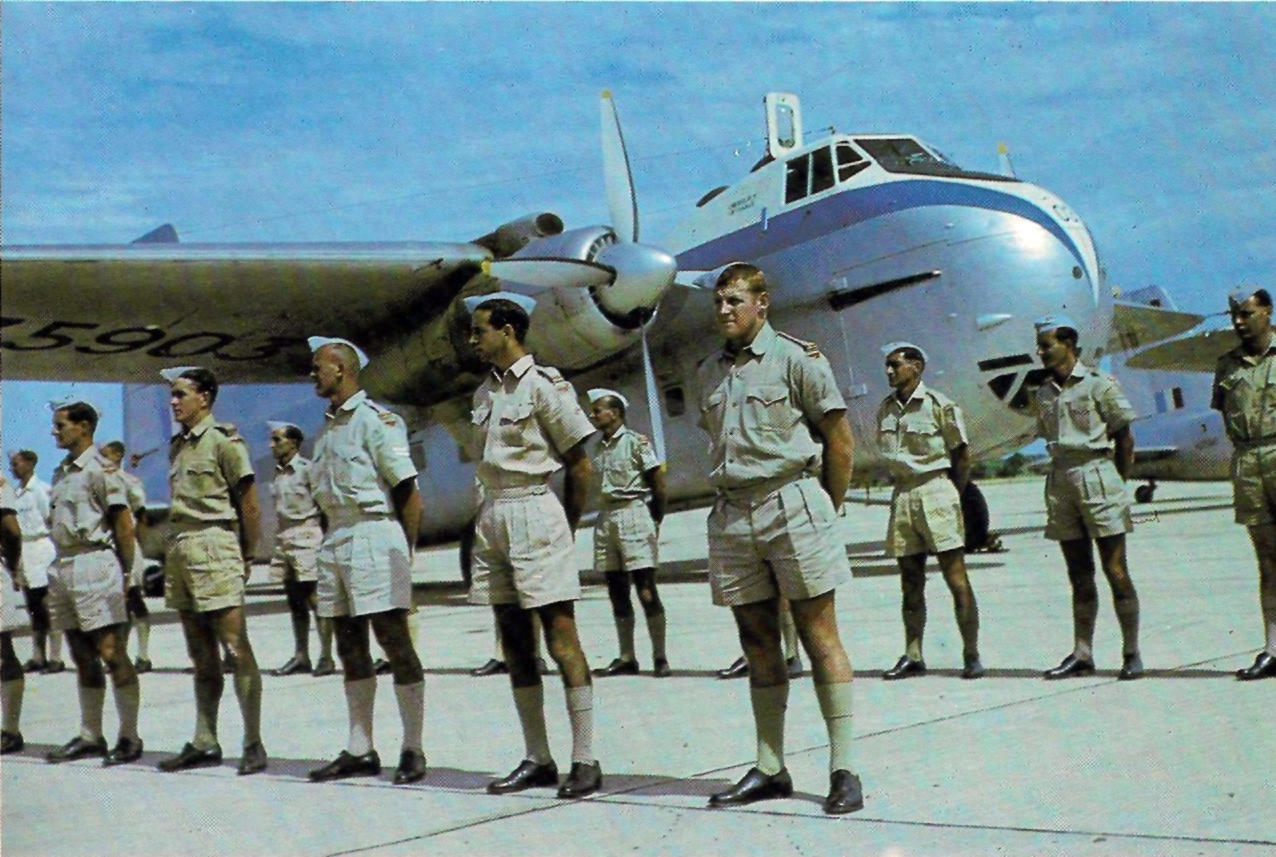
Un Bristol Freighter del 41 Squadron RNZAF in Thailandia, 1962.

- Telecommunications Research Establishment (TRE)

### Riviste
- (EN) Part II. Dealing with Some New Facts and Figures of the Bristol Freighter, in Flight, 1945.
- (EN) Freighter and Wayfarer, in Flight, XLIX, n. 1941, 7 marzo 1946.